# Lygosoma chaperi
Espèce
Synonymes
- Euprepes chaperi Vaillant, 1884
- Mabuia chaperi (Vaillant, 1884)

Lygosoma chaperi est une espèce de sauriens de la famille des Scincidae.

## Répartition
Cette espèce est endémique du Ghana.

## Publication originale
- Vaillant, 1884 : Note sur une collection de Reptiles rapporté d'Assinie par M. Chaper. Bulletin de la Société philomathique de Paris, sér. 7, vol. 8, p. 168-171 (texte intégral).